# Kymi
Kymi (in greco Κύμη?), nota come Cuma euboica, è un ex comune della Grecia nella periferia della Grecia Centrale (unità periferica dell'Eubea) con 8 772 abitanti secondo i dati del censimento 2001.
È stato soppresso a seguito della riforma amministrativa, detta Programma Callicrate, in vigore dal gennaio 2011 ed è ora compreso nel comune di Kymi-Aliveri.
Coloni di Cuma euboica, o più probabilmente di Cuma eolica, fondarono nell'VIII secolo a.C. la colonia di Cuma nell'Italia meridionale.

## Il Villaggio di Kymi
Il villaggio di Kymi è una bella cittadina pittoresca, che comprende molte case patrizie di pietra scolpita.
Il villaggio si trova sulla cima della scogliera, che gli ha valso il soprannome di 'balcone Egeo'.
Ci sono diversi ristoranti, bar, alberghi, supermercati, banche, un ufficio postale e un cinema all'aperto.
La popolazione del villaggio è di oltre 3 000 abitanti.
Aumenta in estate grazie alle molte persone di ritorno da grandi città come Atene o Salonicco.

## Il Porto di Kymi
Il porto, sul Mar Egeo, è ora utilizzato principalmente per i collegamenti tra la terraferma e l'isola di Skyros.
In precedenza, era molto attivo, vista la presenza in zona di molte gallerie minerarie di lignite.
Nel XIX secolo, la flotta di Kymi è stata uno delle più grandi della Grecia.
Al porto si trovano alcuni bar, ristoranti ed alberghi.
La strada che collega il villaggio al porto ha 52 curve in 4 chilometri ed ospita una gara automobilistica.

## L'ex Comune di Kymi
Il comune (dema) comprendeva diversi villaggi circostanti, pittorescamente famosi anche per le loro coltivazioni di ulivi e di alberi di fico.

## Storia
Durante il periodo arcaico (VIII sec. a.C.), Kymi ha partecipato, con Calcide e Eretria, all'espansione delle colonie sulle sponde del Mediterraneo.
Ha dato il suo nome alla città omonime di Kyme nell'Eolide (vicino a Smirne, Turchia), e forse di Cuma, nei pressi di Napoli.
In seguito, la sua importanza è stata eclissata da altre città della Eubea.
Non è chiaro se la città antica era una città nel senso moderno, o era piuttosto una federazione di villaggi, o il nome di una regione ben definita senza capoluogo.
Resti risalenti dalla preistoria e all'antichità sono stati scoperti sulla collina di Kastri, sopra il villaggio di Ano Potamia, e quello di Viglatouri, vicino alla città di Oxylithos.
Altri siti, con resti visibile del Medioevo, potrebbe corrispondere alla localizzazione dei siti antichi.
Ciò è particolarmente il caso di Korakokastro, nei pressi del Monastero della Trasfigurazione, o il sito di Dragonara, nei pressi del villaggio di Vrysi.
Nella seconda metà del XIX secolo e la prima metà del XX la regione di Kymi era un importante centro minerario della lignite, utilizzato come carburante per la Marina Militare.

## Cultura
Dal 1981 un museo etnografico presenta i costumi dell'isola e la storia della città.
Il viaggiatore può visitare le chiese di Panagia Liaoutsanissa, con il suo pulpito di marmo e le icone, ed i monasteri di Metamorphosis (Trasfigurazione) del Salvatore, sul Capo di Kymi e Mantzari vicino Oxylithos.
La regione è ricca di piccole chiese, a volte molto antiche, di epoca bizantina.

## Amministrazione

### Gemellaggi
- Bacoli, dal 25 aprile 1983[3]